# الکس نیارکو
الکس نیارکو (انگلیسی: Alex Nyarko؛ زادهٔ ۱۵ اکتبر ۱۹۷۳) بازیکن فوتبال اهل غنا بود.
از باشگاه‌هایی که در آن بازی کرده‌است می‌توان به باشگاه فوتبال لانس، باشگاه فوتبال بازل، باشگاه فوتبال پاری سن-ژرمن، باشگاه فوتبال کارلسروهه، باشگاه فوتبال موناکو، و باشگاه فوتبال اورتون اشاره کرد.
وی همچنین در تیم ملی فوتبال غنا بازی کرده‌است.
وی در مسابقات کشوری و بین‌المللی در مجموع برندهٔ ۱ مدال برنز شده‌است.